# San Miguel la Rata
San Miguel la Rata är en ort i Mexiko.   Den ligger i kommunen Epitacio Huerta och delstaten Michoacán de Ocampo, i den sydöstra delen av landet, 150 km nordväst om huvudstaden Mexico City. San Miguel la Rata ligger 2 392 meter över havet och antalet invånare är 350.
Terrängen runt San Miguel la Rata är kuperad, och sluttar norrut. Runt San Miguel la Rata är det ganska tätbefolkat, med 70 invånare per kvadratkilometer. Närmaste större samhälle är Coroneo, 7,6 km norr om San Miguel la Rata. I omgivningarna runt San Miguel la Rata växer i huvudsak blandskog.